# Daniel Powter (album)
Daniel Powter (hay DP) là tên album phòng thu thứ hai của nam ca sĩ người Canada Daniel Powter, phát hành ngày 26 tháng 7 năm 2005 ở Canada và 4 tháng 4 năm 2006 ở Hoa Kỳ. Album đạt vị trí #9 trên Billboard 200 với 89.213 bản bán được trong tuần đầu tiên phát hành. Tính đến 12 tháng 7 năm 2006, Daniel Powter đã bán được 464.136 bản tính riêng ở Mỹ  Album xuất hiện trên các bảng xếp hạng Oricon Nhật Bản ở vị trí cực kì thấp - #242, tuy nhiên nó đã từ từ vươn lên và đạt đến vị trí 4. Ở Nhật, đây là album bán chạy thứ 18 với 583.611 bản bán được, còn Powter trở thành nghệ sĩ Tây Âu đạt được thứ hạng cao nhất trên bảng xếp hạng cuối năm. Album nhận được chứng nhận Vàng ở Mỹ ngày 24 tháng 6 năm 2006.

## Danh sách track
Tất cả các ca khúc được viết bởi Daniel Powter.
1. "Song 6" – 3:30
2. "Free Loop" – 3:48
3. "Bad Day" – 3:54
4. "Suspect" – 3:56
5. "Lie to Me" – 3:25
6. "Jimmy Gets High" – 3:40
7. "Styrofoam" – 3:34
8. "Hollywood" – 3:34
9. "Lost on the Stoop" – 4:09
10. "Give Me Life" – 3:35
11. "Love You Lately" (Bonus Track phiên bản đặc biệt)
12. "Stupid Like This" (Bonus track Nhật Bản)

## Đĩa đơn
- "Bad Day" là đĩa đơn mở đầu cho album, đã phát hành ngày 27 tháng 6 năm 2005 ở Úc và 25 tháng 7 ở Liên hiệp Vương quốc Anh và Bắc Ireland. Đĩa đơn có 2 mặt B: track "Stupid Like This" không nằm trong album, và track "Lost On the Stoop".
- "Free Loop" đã phát hành ngày 7 tháng 11 năm 2005 ở Anh, nó không lọt vào được các bảng xếp hạng.
- "Jimmy Gets High" đã phát hành năm 2005 ở Canada. Một video âm nhạc đã được thực hiện và phát trên MuchMoreMusic.
- "Lie to Me" đã phát hành ngày 17 tháng 4 năm 2006 ở Anh, nó đạt được vị trí 40.
- "Love You Lately" đã phát hành trên iTunes Hoa Kỳ ngày 19 tháng 9 năm 2006, lọt vào được các bảng xếp hạng Adult Contemporary và Hot Adult Contemporary ngày 16 tháng 10. Đây là đĩa đơn Mỹ thứ hai của Daniel từ một phát hành lại của album này.

## Lịch sử phát hành
| Quốc gia | Ngày phát hành      |
| -------- | ------------------- |
| Châu Âu  | 8 tháng 8 năm 2005  |
| Nhật Bản | 8 tháng 3 năm 2006  |
| Hoa Kỳ   | 11 tháng 4 năm 2006 |

## Chứng nhận
| Quốc gia       | Chứng nhận  | Doanh số |
| -------------- | ----------- | -------- |
| Vương quốc Anh | Vàng        | 100.000+ |
| Hoa Kỳ         | Vàng        | 500.000+ |
| Canada         | Vàng        | 50.000+  |
| Nhật Bản       | 2× Bạch kim | 500.000+ |
| Thụy Sĩ        | Vàng        | 20.000+  |
| Pháp           | 2× Vàng     | 200.000+ |
| Úc             | Vàng        | 35.000+  |